# 日本精神神経科診療所協会
公益社団法人日本精神神経科診療所協会（にほんせいしんしんけいかしんりょうじょきょうかい、Japanese Association of Newro-Psychiatric Clinics・JAPC）は、医師・クリニック開業のうち精神科・神経科を専門とする者で構成する公益法人。不登校などの学校精神保健、自殺対策とメンタルヘルスをはじめ地域精神保健医療福祉の向上に取り組む。元厚生労働省社会・援護局障害保健福祉部精神障害保健課所管。

## 概要
- 設立：1995年（平成7年）
- 所在：東京都渋谷区代々木1-38-2 ミヤタビル8F
- 会長　常任理事：三木和平
- 副会長：上ノ山一寛、柴藤昌彦
  - いずれも2024年10月現在

その他役員については、同団体ホームページにて公開されている。

## 事業
- 次の事業を行う。

1. 診療所における地域精神保健事業についての調査及び研究
2. 精神保健に関する正しい知識の普及及び相談事業の実施
3. 診療所による地域精神保健事業の普及促進
4. 地域精神保健関連機関に対する協力